# 74e cérémonie des New York Film Critics Circle Awards
La 74e cérémonie des New York Film Critics Circle Awards, décernés par le New York Film Critics Circle, a eu lieu le 10 décembre 2008, et a récompensé les films réalisés dans l'année.

## Palmarès

### Meilleur film
- Harvey Milk (Milk)

### Meilleur réalisateur
- Mike Leigh pour Be Happy (Happy-Go-Lucky)

### Meilleur acteur
- Sean Penn pour le rôle de Harvey Milk dans Harvey Milk (Milk)

### Meilleure actrice
- Sally Hawkins pour le rôle de Pauline "Poppy" Cross dans Be Happy (Happy-Go-Lucky)

### Meilleur acteur dans un second rôle
- Josh Brolin pour le rôle de Dan White dans Harvey Milk (Milk)
  - Robert Downey Jr pour le rôle de Kirk Lazarus dans Tonnerre sous les tropiques (Tropic Thunder)

### Meilleure actrice dans un second rôle
- Penelope Cruz pour le rôle de María Elena dans Vicky Cristina Barcelona

### Meilleur premier film
- Courtney Hunt pour Frozen River

### Meilleur scénario
- Rachel se marie (Rachel Getting Married) – Jenny Lumet

### Meilleure photographie
- Slumdog Millionaire – Anthony Dod Mantle

### Meilleur film en langue étrangère
- 4 Mois, 3 semaines, 2 jours (4 luni, 3 săptămâni şi 2 zile) •  Roumanie
  - Entre les murs •  France

### Meilleur film d'animation
- WALL-E

### Meilleur documentaire
- Le Funambule (Man on Wire)